# Naapankisaari
Naapankisaari is een eiland in de rivier de Muonio, die de grens vormt tussen Finland en Zweden. Het eiland is kleiner dan vijf hectare, heeft geen oeververbinding, is onbewoond en hoort bij Finland.
Kenttäsaari nabij Maunu · Alasaari nabij Karesuando · Kivisaari · Lintiputaansaari · Ungelosaari · Alasaari nabij Palojoensuu · Järämänsaari · Hirvassaari · Niittysaari · Koivusaari (Zweeds) · Palsarinsaari · Kenttäsaari ·  Alkkulasaari · Koivusaari (Fins) · Viiksinsaari · Rukomasaari · Ojasensaari · Luhtasaari · Laurukainen · Naapankisaari · Kihlangisaari · Iso Aareansaari · Vekarasaari · Kolarinsaari · Kokko · Väylänsaari · Pyysaari · Alanen · Lompolonsaari